# St. Peter und Paul (Altstadt)

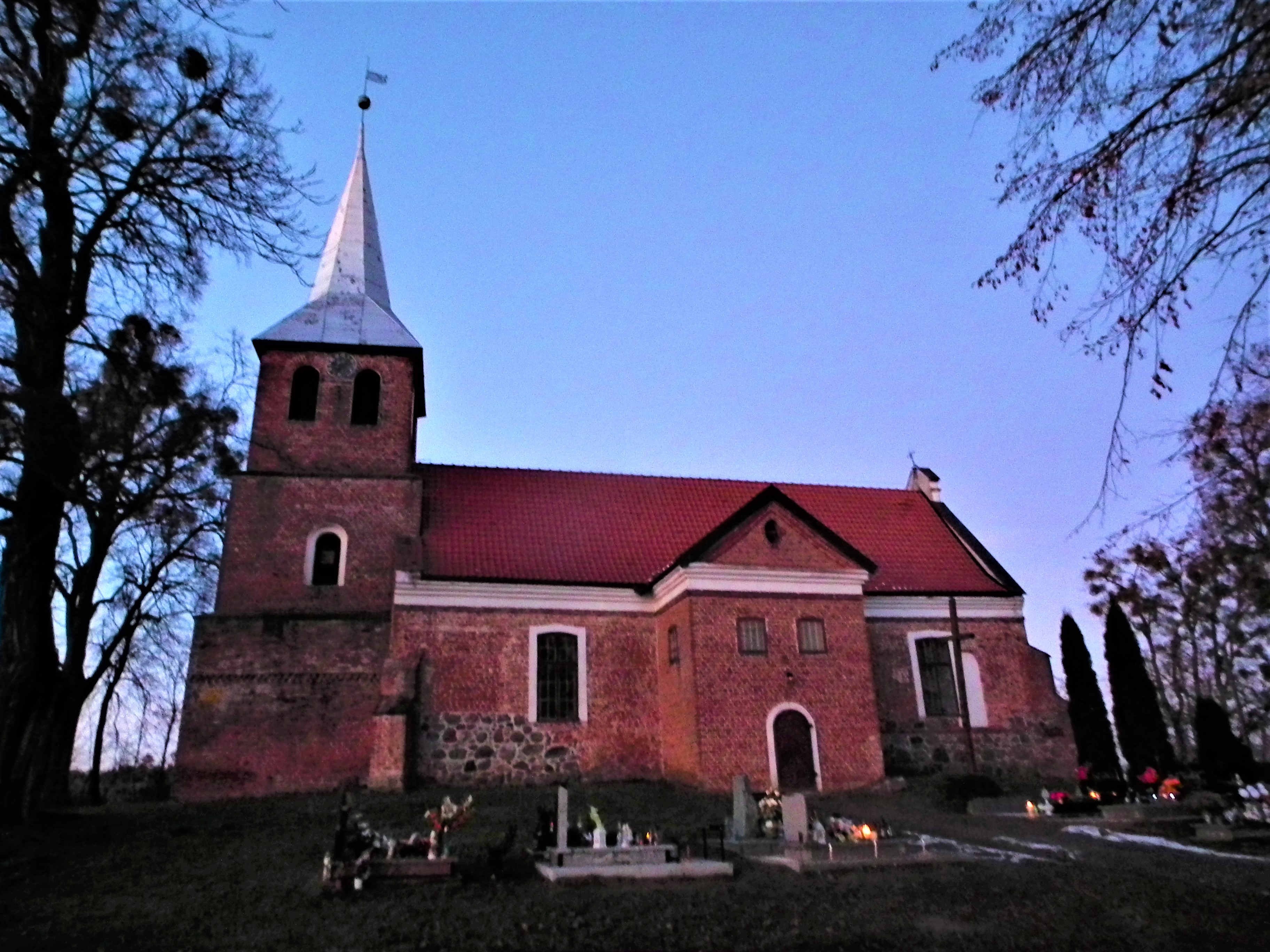
St. Peter und Paul Altstadt

Die römisch-katholische Pfarrkirche St. Peter und Paul (polnisch Kościół św. Piotra i Pawła) in Stare Miasto (deutsch Altstadt) in der Woiwodschaft Kujawien-Pommern stammt aus der Deutschordenszeit.

## Geschichte
Im Jahr 1312 erteile der Komtur von Christburg Günther von Arnstein dem kölmischen Dorf Altstadt eine
Handfeste. Der Ort gehörte historisch zum Bistum Pomesanien, später zum deutschen Kreis Mohrungen. Die Pfarrei erhält acht Freihufen. Der Bau wurde vermutlich in der zweiten Hälfte des 14. Jahrhunderts errichtet. Die wenigen mittelalterlichen Bauelemente erlauben keine genaue Datierung. In den Jahren 1682–84 erfolgte eine umfassende Erneuerung, bei der Dach, Giebel und der Sakristei neu errichtet wurden sowie der Turm errichtet wurde und die Seitenwände erhöht wurden. Die südliche Vorhalle stammt wohl aus dem 19. Jahrhundert.

## Bauwerk
Das Langhaus ist ein ungewölbter Saalbau mit schräg stehenden Strebepfeilern an den Kanten. Drei der ursprünglichen Fenster auf der Südseite, spitzbogig und mit schräger Leibung sind ganz oder teilweise erhalten. Bauzeitlich sind die nur noch die Ostmauer und Teile der Längsmauern. Portale befinden sich im Westen und im Süden. Die Nordseite dagegen war vermutlich fensterlos. Ein eingefasstes Putzband, das als Horizontalabschluss dient, ist nur noch auf der Nordseite erhalten. Feldstein wurde für den hohen, vortretenden Sockel verwendet, Backstein im gotischen Verband für das aufgehendes Mauerwerk. An der Nordostseite barocke Sakristei, vermutlich an Stelle eines mittelalterlichen Vorgängerbaus. Die mittelalterliche Vorhalle war vermutlich an der Südseiten angebaut, worauf Unregelmäßigkeiten im Mauerwerk seitlich des vermauerten Südportals zeigen.

## Ausstattung

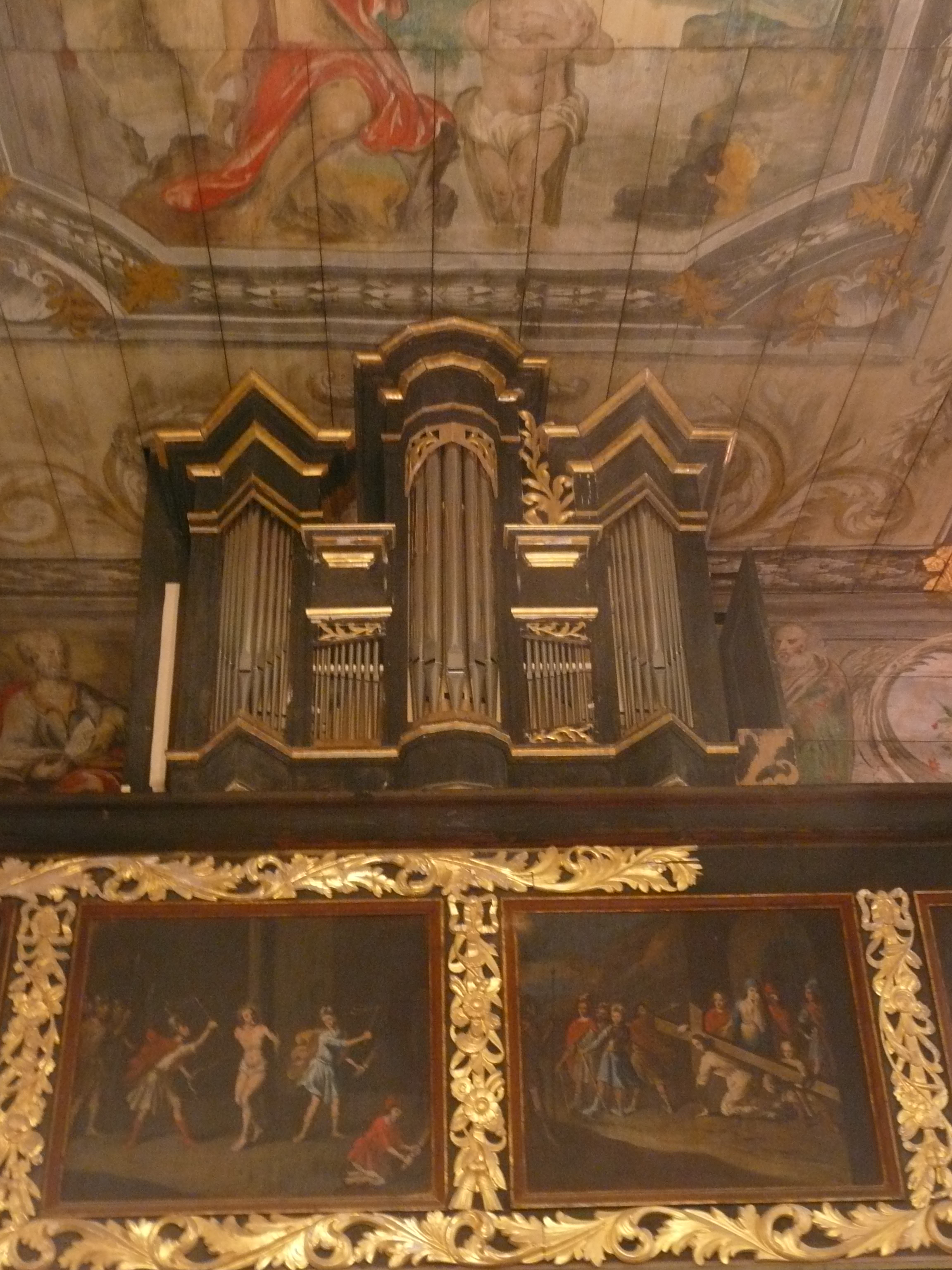
Orgel

Die Orgel wurde 1796 von Friederich Wilhelm Fischer gebaut und 1866 erneuert und erweitert. Das aufwendig gestaltete Gehäuse und der Prospekt widerstanden den Kriegsbeschädigungen von 1945. Jedoch wurden alle Pfeifen gestohlen. Der Mechanismus verfiel.
In den Jahren 2008 bis 2009 wurde in Privatinitiative früherer deutscher Gemeindemitglieder eine denkmalgetreue neue Orgel in historischem Gehäuse durch die Orgelbau- und Restaurierungswerkstatt Rainer Wolter gebaut.

## Nachweise
- Christofer Herrmann: Mittelalterliche Architektur im Preußenland (= Studien zur internationalen Architektur- und Kulturgeschichte. Band 56). Petersberg 2007, S. 334–335.